# Almenno San Salvatore
Almenno San Salvatore es una localidad y comune italiana de la provincia de Bérgamo, región de Lombardía, con 5.857 habitantes.

## Evolución demográfica
| Gráfica de evolución demográfica de Almenno San Salvatore entre 1861 y 2001 |
|                                                                             |
| Fuente ISTAT - elaboración gráfica de Wikipedia                             |